# 天主众仆之仆

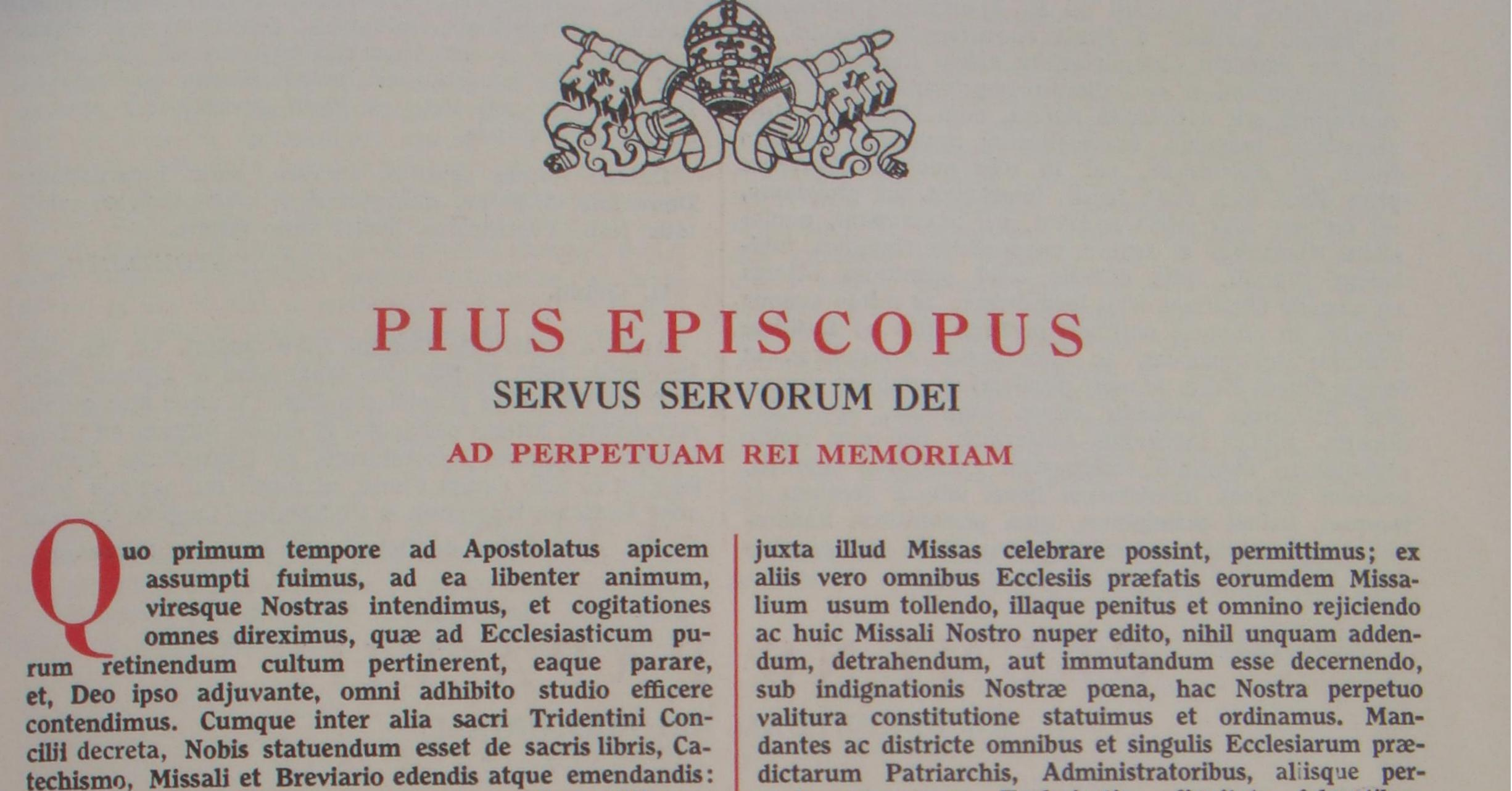
The 1570 bull Quo primum of Pope Pius V in a Roman Missal. Below the name of the pope Pius Episcopus (Pius Bishop) appears his title Servus servorum Dei. Not all papal documents begin in this way, but bulls do.

天主眾僕之僕是教宗的頭銜之一，主要用於教宗詔書開頭的署名上。